# HMS Hamnskär (76)
HMS Hamnskär (76), även (BevB 76) tillhörde KA 5 i Härnösand och var av typ bevakningsbåt 60. Den tillhörde inte de som modifierades under 1980-talet. I början på 1990-talet byggdes en ny större styrhytt till och den inreddes för att fungera som lednings- och övningledningsplattform för 6. amfibiebataljonen, vid ombyggnationen försågs hon med både omnisonar och sidescansonar. Fartygschef under denna period var den legendariske navigationsläraren Erik Sandberg. I december 2007 såldes fartyget till Grosshandlarn Figeholm AB. I oktober 2009 bytte fartyget ägare och inregistrerades i sjöfartsregistret som arbetsmotorskepp med namnet Jolene och behöll den tidigare igenkänningssignalen SBEU. Ägare är firma Roxy Mecanics i Kristdala.